# StarGate (Spiel)
StarGate ist ein strategisches Science-Fiction-Brettspiel oder eine Konfliktsimulation von John Butterfield, veröffentlicht 1979 im amerikanischen Spieleverlag Simulations Publications (SPI). Das Spiel erschien im Rahmen der „SPI Space Capsule“-Reihe als „Space Capsule #2“.
Ziel bei StarGate ist es, die eigenen Raumflotten zum Sieg zu führen, entweder als Befehlshaber der Koalition der unterdrückten Völker der Galaxis oder als Anführer der Virunianer. 
Das Spiel hat keinen Bezug zum Science-Fiction-Film Stargate oder den darauf basierenden Serien und Fernsehfilmen.

## Ausstattung
Das Spiel war sehr einfach ausgeführt: Auf vorgestanzten Bögen mit bedrucktem Karton wurden die Einheiten der beiden Seiten geliefert und mussten vom Käufer herausgelöst werden. Auf einem kleinen Spielplan ist das Weltall um die Sternentor als sechseckige Felder dargestellt. Ein dünnes Heft enthält die Spielregeln. 

## Kurzbeschreibung
Die 19 Schiffe der Koalition bewegen sich von der linken Seite auf den Spielplan, die 21 Schiffe der Virunianer erscheinen auf dem Spielplan über die Sternentore. Es werden Bewegungs- und Kampfphasen unterschieden, wobei zum Austragen der Kämpfe auch ein sechsseitiger Würfel verwendet wird.
Ein Feld entspricht einer Lichtsekunde.  
Als Siegbedingung müssen Einheiten des Gegners vernichtet werden.

## Versionen
In der vom Fantastic Shop vertriebenen deutschsprachigen Version wurde das englischsprachige Originalspiel mit maschinengeschriebenen und dann kopierten Übersetzungen ergänzt.